# Hans Schwarzmann
Hans Hugo Rupprecht Schwarzmann (* 16. Februar 1913 in Aschaffenburg; † 13. Februar 1994 in Tegernsee) war Jurist, Geschäftsmann in der Zement-Branche, Mitarbeiter im Büro des Reichsaußenministers Joachim von Ribbentrop und deutscher Diplomat.

## Leben
Hans Hugo Rupprecht Schwarzmann besuchte in seiner Schulzeit das Landerziehungsheim und das Internat in Schondorf am Ammersee. Anschließend wechselte er an das Gymnasium nach Aschaffenburg, wo er 1932 das Abitur ablegte. Noch im gleichen Jahr begann er ein Studium der Rechtswissenschaften und der Volkswirtschaft an den Universitäten München, Königsberg und Erlangen. Während dieser Zeit trat er im Mai 1933 der NSDAP und nur für drei Monate, bis August 1933 der SA bei. Zwei Jahre später, 1935 absolvierte er das erste juristische Staatsexamen in München und erhielt 1936 ein Diplom als Volkswirt in Erlangen. Im gleichen Jahr reichte er an der Universität Erlangen seine Dissertation ein und wurde zum Doktor der Rechtswissenschaften promoviert. In seiner Dissertation setzte er sich mit Fragen des Erbschaftsrechtes auseinander.
Den Einstieg ins Berufsleben sicherte sich Schwarzmann 1937 als Volontär beim Zement-Kartell in London. Dann wechselte er als 2. Geschäftsführer in den Unternehmensteil nach Paris. Nach zwei Jahren kehrte er nach Deutschland zurück und war seit 21. September 1939 bei der Reichsstelle für Steine und Erden in Berlin und anschließend beim Unternehmen Portland Zement in Heidelberg tätig. Anfang 1940 erhielt er eine Anstellung als wissenschaftlicher Hilfsarbeiter im Auswärtigen Amt und war hier im Büro des Reichsaußenministers Joachim Ribbentrop eingesetzt. Seine dort wahrgenommene Verantwortung bezog sich hauptsächlich auf wirtschaftliche Fragen für den Bereich Nordeuropa.

## Wirken in den vom Deutschen Reich besetzten Gebieten
Von dort aus erfolgte Mitte April 1940 seine Versetzung nach Kopenhagen. Im Range eines Attachés sollte er sich hier für die Ausgestaltung wirtschaftspolitischer Fragen im Stab des Besatzerregimes unter der Leitung des Reichsbeauftragten für das besetzte Dänemark, Cecil von Renthe-Fink, engagieren. Ab Juli 1940 war er in Kopenhagen an den Verhandlungen, die das Deutsche Reich mit der dänischen Regierung zur Herstellung einer Wirtschaftsunion führte, beteiligt. Verhandlungsführer war Carl Ritter. Ziel war es dabei von deutscher Seite, es Dänemark zukünftig unmöglich zu machen „eine von Deutschland unkontrollierte Außenhandelspolitik zu betreiben“. In diesem Sinne hatte Adolf Hitler im Juli 1940 sein Einverständnis für ein solches Vorgehen gegeben. Während seines Einsatzes in Dänemark verfolgte Schwarzmann das Ziel, Kräfte der dänischen NS-Kreise in eine Regierungsbeteiligung einzubinden und nahm gezielt Einfluss auf eine personelle Umbildung des bestehenden dänischen Regierungskabinetts. Nachdem die dänische Seite jedoch die damit verbundene Gefahr eines möglichen Verlustes ihrer Souveränität bei Abschluss der Zoll- und Münzveträge erkannt hatte, dabei dem ausgeübten Druck der deutschen Verhandlungsdelegation standhielt, wurden im August 1940 die Gespräche für gescheitert erklärt. Daraufhin kehrte Schwarzmann Ende August nach Berlin zurück.
Dort eingetroffen wurde Schwarzmann durch Reichsaußenminister Ribbentrop dem Verbindungsstab des Bevollmächtigten des Deutschen Reiches für das besetzte Frankreich, unter Botschafter Otto Abetz zugeteilt. Diese Aufgaben als Länderreferent für Frankreich übte er von Oktober 1940 bis Anfang Januar 1942 aus. In diesem Aufgabenbereich war er vor allem an der wirtschaftlichen Ausplünderung Frankreichs mitbeteiligt. Regelmäßig nahm er in dieser Zeit an den Tagungen des zu diesem Zweck gebildeten Handelspolitischen Ausschuss (HPA) teil. Darüber hinaus war er einbezogen in außenpolitische Entscheidungen des Deutschen Reiches zur Verschärfung des politischen Terrors des Besatzerregimes in Frankreich und Schritten zur „Endlösung der Judenfrage“ auf dem vom Deutschen Reich besetzten Territorium. So verhandelte er mit die Einrichtung eines „Zentralen Judenamtes“ in dem durch das Vichy-Regime verwalteten Teil Frankreichs. In einem aus dieser Zeit stammenden Dokument des Büros Schwarzmann hieß es dazu, dass dieses Judenamt nunmehr „eine gesetzliche gültige Grundlage erhält“ sowie damit durch deutschen Einfluss aktiviert werden kann, dass sich auch das unbesetzte Gebiet solchen Maßnahmen anschließt. Während dieser Zeit pflegte Schwarzmann eine enge Zusammenarbeit mit dem Reichssicherheitshauptamt (RSHA). Einer seiner wichtigen Kontaktpartner als Länderreferent war der ebenfalls in Frankreich eingesetzte Diplomat Oskar Schlitter. Mit ihm gemeinsam war er auch Zuschauer bei Geiselerschießungen.
Obwohl Hans Schwarzmann weder eine konsularische beziehungsweise diplomatische Ausbildung durchlaufen, noch die dazu notwendigen Prüfungen abgelegt hatte, wurde er am 29. Mai 1941 zum Legationssekretär ernannt. Zu keiner Zeit hatte er in diesem speziellen Sektor Berufserfahrungen gesammelt.

## Im diplomatischen Dienst
Hans Schwarzmann wechselte Ende 1941 vom Büro des Reichsaußenministers in den diplomatischen Sektor des Auswärtigen Amtes. Ein erster Schritt war seine kommissarische Beschäftigung für acht Wochen am Generalkonsulat in Casablanca. Von dort wurde er Im Range eines Vizekonsuls ab Februar 1942 am deutschen Generalkonsulat in Algier eingesetzt. Hier war sein Vorgesetzter.
Nach dem 8. Mai 1945 wurde Schwarzmann in der bayrischen Staatskanzlei beschäftigt und ging mit Hans-Heinrich Herwarth von Bittenfeld nach Bonn, von wo der vortragende Legationsrat I. Klasse Schwarzmann als Leiter der Dienststelle Berlin des Auswärtigen Amts entsandt wurde.
Von 1966 bis 1971 war Schwarzmann Chef des Protokolls im deutschen Auswärtigen Amt, danach deutscher Botschafter in Mexiko (bis 1975) und Marokko (1975 bis 1978).

## Familie
Hans Schwarzmann wurde als Sohn des Juristen und Rechtsanwalts Albert Schwarzmann sowie dessen Ehefrau Hedwig Schwarzmann geboren.
Im Jahre 1937 heiratete er in erster Ehe Liselotte Schultz, eine Cousine des damaligen Sonderbotschafters des Deutschen Reiches, Joachim von Ribbentrop. Aus dieser Ehe gingen vier Kinder hervor.

## Publikationen
- Die Anfechtung der Annahme der Erbschaft wegen Irrtum, Diss. Universität Erlangen, Coburg 1936.

## Ehrungen
- 1968: Großkreuz des Falkenordens
- 1972: Großes Verdienstkreuz der Bundesrepublik Deutschland